# Бомбардировка аэродрома Удбина
Бомбардировка аэродрома Удбина (серб. Бомбардовање аеродрома Удбина) — авиаудары авиации стран НАТО по аэродрому Удбина, принадлежавшему Вооружённым силам Республики Сербская Краина, нанесённые 21 ноября 1994 года. Это было первое значительное участие авиации НАТО в боевых действиях на территории бывшей Югославии. Бомбардировки были вызваны нарушением введённого ООН запрета на полёты в небе Боснии авиацией Республики Сербская Краина, участвовавшей в сербском контрнаступлении на Бихач в соседней Боснии и Герцеговине.

## Предыстория
В 1993 году Совет Безопасности ООН принял резолюцию 816, запрещающую «полёты всех самолётов и вертолётов в воздушном пространстве Республики Боснии и Герцеговины», за исключением санкционированных ООН. Под этот запрет попадала боевая авиация всех враждующих сторон на Балканах. Обеспечением реализации этой резолюции занималась авиация НАТО.
Осенью 1994 года Вооружённые силы Республики Сербской при поддержке армии Сербской Краины вели успешное контрнаступление на мусульманский анклав Бихач в Боснии и Герцеговине, который оборонял 5-й корпус армии боснийских мусульман. Так как у Сербской Краины с этим анклавом была общая граница и участились боевые действия в приграничной зоне, то её войска поддерживали боснийских сербов и мусульман-автономистов, также сражавшихся против 5-го корпуса. Однако положение для сербов осложняло то, что Бихач был провозглашён Советом безопасности ООН «защищённой зоной». Как утверждает российский исследователь Александр Ионов, под прикрытием сил УНПРОФОР и НАТО, мусульмане могли свободно вести боевые действия из Бихача, в случае необходимости отступая в защищённый анклав. Попытки сербов уничтожить его наталкивались на угрозы применения военной силы со стороны стран НАТО.
Невзирая на запрет, введённый ООН, сербская боевая авиация приняла участие в боевых действиях под Бихачем. Первые авиаудары РСК нанесла по мусульманскому анклаву 9 ноября, затем они продолжились. Сербами применялись свободнопадающие бомбы и управляемые ракеты AGM-65. Авиация НАТО неоднократно пыталась перехватить краинские самолёты, однако не успевала сделать этого, а в воздушное пространство РСК она не вторгалась.
18 ноября с аэродрома Удбина на боевое задание отправились два самолёта J-22 «Орао» краинской армии. Целью полёта была оружейная фабрика под Бихачем. Пилоты успешно выполнили задание, уничтожив производственный комплекс, однако на обратном пути самолёт капитана Боро Новича на сверхмалой высоте врезался в трубу и упал, пилот погиб. Остатки самолёта послужили доказательством участия авиации СВК в боевых действиях.

## Подготовка атаки

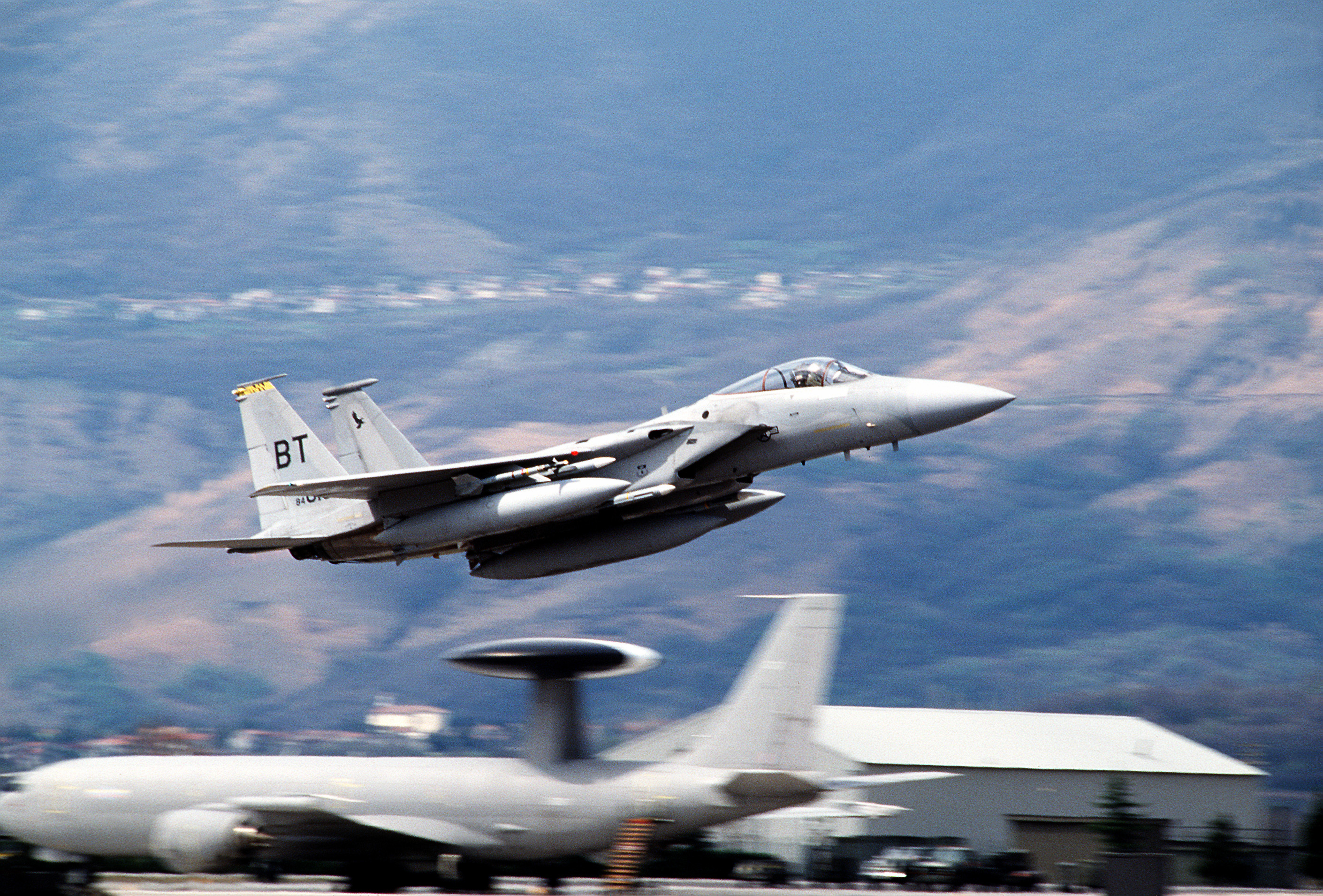
Вылет F-15 на патрулирование в небе Балкан

19 ноября 1994 года была принята резолюция Совбеза ООН под номером 958, разрешавшая атаки в случае запроса со стороны командования УНПРОФОР. Бомбардировку Удбины одобрил и Генеральный секретарь ООН Бутpoc Бутрос-Гали. Также по согласию Хорватии была расширена бесполётная зона — помимо Боснии и Герцеговины в неё включили пространство вокруг Удбины. Командующий УНПРОФОР французский генерал Бертран де Лапрель разрешил «ограниченный» авианалёт на аэродром сербов.
Планирование операции велось в Центре воздушных операций 5-го авиационного тактического командования НАТО на авиабазе «Даль-Молин», близ Венеции. Руководил операцией командующий ВВС НАТО в Южной Европе генерал-майор ВВС США Хэл Хорнбург. Из-за угрозы действий сербской зенитной артиллерии авиаудар должен был наноситься со средних высот.

## Силы сторон

### СВК

Позиции ПВО РСК на аэродроме Удбина

Удбину прикрывали подразделения ПВО из состава охраны аэродрома. На аэродроме находились батареи зенитных орудий L-70 Bofors и батарея ЗРК Куб-М, дислоцировавшаяся неподалёку от взлётно-посадочной полосы. На самом аэродроме базировались самолёты 105-й авиабригады.

### НАТО
Силы НАТО представляли собой комбинированную воздушную группу, в неё были включены самолёты с нескольких авиабаз в Италии. Всего в рейде приняли участие четыре британских «Ягуара» с авиабазы Джиойя дель Колли, два «Ягуара» ВВС Франции с авиабазы Истрана, два «Миража-2000N-K2» с авиабазы Червия, четыре голландских F-16A с авиабазы Виллафранка, шесть F/A-18D Корпуса морской пехоты США с авиабазы Авиано, шесть F-15E из 492-й эскадрильи ВВС США с авиабазы Авиано, десять F-16C из 555-й эскадрильи ВВС США с авиабазы Авиано и один EF-111A из 492-й эскадрильи РЭБ ВВС США с авиабазы Авиано. Планировалось также задействовать четыре F-16C ВВС Турции с авиабазы Чеди, однако их вылету помешала плотная и низкая облачность. Координация атаки осуществлялась с борта самолёта EC-130E из 42-й эскадрильи управления ВВС США. Мониторинг ситуации в воздухе осуществляли экипажи самолётов E-3A «Сентри» ВВС США и E-3D королевских ВВС Великобритании. На случай возможных потерь была подготовлена эвакуационная группа, состоящая из штурмовиков A-10A из 81-й эскадрильи ВВС США, самолётов HC-130 и вертолётов MH-53J сил специальных операций ВВС США и французские «Супер Пумы».

## Атака
Днём 21 ноября боевая авиагруппа НАТО атаковала Удбину. Хотя НАТО не получила одобрения Генерального секретаря ООН на бомбардировку сербской ПВО, первая волна ударных самолётов атаковала именно её. Два «Хорнета» с дистанции в 21 километр выпустили противорадиолокационные управляемые ракеты AGM-88 HARM по РЛС зенитно-ракетного комплекса, затем ещё два F-18A/D выпустили УР AGM-65 уже по позициями самих зенитно-ракетных комплексов. В итоге были повреждены одна транспортно-погрузочная машина ЗРК и антенна РЛС обнаружения воздушных целей. После этого самолёты оставались над аэродромом, чтобы при необходимости уничтожить системы ПВО, которые ранее не были обнаружены. После них удары по позициям ПВО также нанесли F-15E. Следующим этапом атаки стало уничтожение инфраструктуры аэродрома. Французские «Ягуары» и американские F-15E сбросили на взлётно-посадочную полосу и рулёжные дорожки бомбы с лазерным управлением. По ним же отработали британские «Ягуары», голландские F-16 и французские «Миражи-2000», но уже обычными бомбами Mk.84. Фотосъёмка результатов бомбардировки показала, что сброшенные F-15E бомбы GBU-87 легли по оси ВПП. Всего в ходе удара по Удбине было сброшено около 80 бомб и ракет. Удары по самолётам и вертолётам авиации Сербской Краины не наносились, и ни один из них не был повреждён. Под ударом оказалось и село Висуча, расположенное в нескольких километрах от Удбины. В результате попадания по нему были ранены несколько гражданских. Постановщик помех EF-111A не позволил нормально работать сербским радарам, поэтому сербы ответили только огнём зенитных орудий и пусками из ПЗРК, которые не нанесли ущерба атакующим самолётам. Атака продолжалась около 45 минут, затем самолёты вернулись на базы. По данным краинского генерала Милисава Секулича, ВПП аэродрома была повреждена в пяти местах.
Во время бомбардировки произошёл инцидент, связанный с чешскими миротворцами, чей наблюдательный пункт находился неподалёку от аэродрома. Генерал Милош Джошан, некоторое время командовавший ПВО армии Сербской Краины, в своих воспоминаниях писал, что чешские миротворцы наводили авиацию НАТО. Это было установлено сербскими солдатами на аэродроме, когда в радиоэфире они услышали соответствующие переговоры. Один из расчётов ПВО открыл огонь по наблюдательному пункту из ЗСУ M53/59 «Прага», после чего миротворцы бежали, оставив там радиостанцию, снимки аэродрома и оборудование для наблюдения. В этот же момент налёт прекратился. Это привело к крайнему обострению между сербами и миротворцами, которых обвинили в шпионаже в пользу противника.

## Потери
Атака авиации НАТО нанесла значительный ущерб инфраструктуре аэродрома Удбина. Восстановить её сербы смогли только спустя две недели. Во время бомбардировки погибли двое солдат — Бранко Йеркович и Дарко Галович, а Ратко Бьелобаба, Джуро Эгич, Желько Узелац и Желько Иванишевич получили ранения. Желько Иванишевич получил ранение в позвоночник и остался парализован. По данным сербского историка Бояна Димитриевича, всего раненых было пятеро.
Сербская авиация на аэродроме не пострадала, поскольку не являлась целью налёта (в соответствии с предписаниями ООН).
Авиация НАТО потерь не имела.